# Rudolf Feistmantl
Plukovník generálního štábu Rudolf Feistmantl (26. června 1892 Vizovice – 8. dubna 1943 Věznice Plötzensee) byl důstojník československé armády a odbojář z období druhé světové války popravený nacisty.

## Život

### Mládí a první světová válka
Rudolf Feistmantl se narodil 26. června 1892 ve Vizovicích. V roce 1910 odmaturoval na reálce v Holešově a poté pracoval jako úřední praktikant. Vojenskou službu v c. a k. armádě nastoupil v dubnu 1913, po začátku první světové války byl odeslán na ruskou frotnu do Haliče, kde byl v září 1914 vážně raněn. Po zotavení bojoval mezi lety 1915 a 1918 opět na ruské, ale i na italské frontě.

### Mezi světovými válkami
Vznik Československa jej zastihl na dovolené. Koncem října 1918 se Rudolf Feistmantl přihlásil do armády nově vznikajícího státu a již jako její příslušník se zúčastnil války s Maďary. Mezi lety 1923 a 1925 studoval válečné škole, poté do roku 1928 zastával štábní funkce. Již v hodnosti majora působil v letech 1928 - 1931 jako ředitel vojenských studií jezdeckého učiliště v Pardubicích, následně byl do roku 1936 profesorem taktiky pěchoty na Válečné škole. Do rozpuštění armády v roce 1939 sloužil na funkcích velitele praporu u 44. pěšího pluku a náčelníka štábu 1. pěší divize. Dosáhl hodnosti podplukovníka.

### Druhá světová válka
Po německé okupaci a rozpuštění československé armády pracoval Rudolf Feistmantl na pozici administrativního rady u Zemského úřadu. Začal spolupracovat s Obranou národa, v červenci 1939 přivezl z cesty do Velké Británie vzkazy od Edvarda Beneše. Spolupracoval při organizaci odchodů československých důstojníků do exilu. Po prozrazení byl v roce 1940 zatčen gestapem a postupně vězněn v Petschkově paláci, Drážďanech, Gollnowě a berlínské věznici Alt Moabit. Souzen byl společně se skupinou Miloše Otty Bondyho, odsouzen k trestu smrti a 8. dubna 1943 popraven ve věznici Plötzensee.

## Posmrtná ocenění
- V roce 1947 byl Rudolf Feistmantl in memoriam povýšen do hodnosti plukovníka generálního štábu.[1]
- Byl vyznamenán Československým válečným křížem 1939 (in memoriam).[1]